# Kudumbam Oru Kadambam
Kudumbam Oru Kadambam (en tamil: குடும்பம் ஒரு கதம்பம், lit. 'Family is a Flower' ) es una película dramática india en tamil de 1981 dirigida por S. P. Muthuraman. Basada en la obra de Visu sobre lo mismo, la película está protagonizada por Pratap, Suhasini, Sumalatha, S. Ve. Shekher y Visu retomando su papel de la obra. Fue rehecho en canarés como Ananda Sagara (1983), en télugu como Manishiko Charithra (1984), en hindi como Aaj Ka Daur (1985), y en malabar como Oru Sandesam Koodi ese mismo año.

## Argumento
La película comienza en un día normal en la vida de las familias en un gran edificio de apartamentos en Chennai. Cada familia representa una parte diferente de la sociedad de clase media de principios de la década de 1980. Kannan y Uma son una pareja trabajadora. El padre de Kannan, jubilado del servicio gubernamental, vive con ellos. Disfrutan de las comodidades de los ingresos duales, pero su lamento general es que sus largas horas de trabajo los obligan a enviar a su hija Priya, de cinco años, a un internado. La segunda pareja está compuesta por el agente inmobiliario Paramasivam y su esposa ama de casa Parvathi. Los bienes raíces a principios de la década de 1980 no son muy rentables ni progresistas. Paramasivam y Parvathi disfrutan de un matrimonio feliz, pero los ingresos limitados (y esporádicos) de Paramasivam apenas alcanzan para cubrir los costos del hogar. La tercera pareja es Srinivasa Raghavan y Lakshmiammal. Srinivasa Raghavan, de cincuenta y cinco años, es un derrochador sin valor. A pesar de una educación universitaria, nunca ha trabajado un día en su vida. Él elige vagar por la ciudad y participar en bromas sin sentido con cualquiera que pueda encontrar. Lakshmiammal trabaja como cocinera para ganar un salario exiguo, pero con frecuencia tienen que empeñar sus objetos de valor para sobrevivir. Su hijo Madhu es un aspirante a actor que sueña con triunfar y su hija Mythili todavía está en la escuela secundaria.
Su vida cotidiana tiene altibajos. Kannan y Uma trabajan toda la semana. Uma toma clases de alemán por las tardes. Su horario sobrecargado les permite ver a su hija solo los fines de semana y, como resultado, se alejan gradualmente de las necesidades de su hija. En cuanto a Paramasivam, sus ingresos se ven reducidos por la caída del mercado o por inquilinos astutos (que se confabulan con los propietarios y, en última instancia, no pagan sus comisiones). Lakshmiammal trabaja muchas horas en cocinas calientes y le preocupa que su salud en deterioro pueda fallar algún día.
Hay algunos recién llegados. El primero es el hermano de Parvathi, Kumar. Kumar se graduó recientemente de la universidad y llega a Chennai para comenzar un nuevo trabajo. Planea quedarse con Parvathi por unos días hasta que encuentre un nuevo lugar. La segunda llegada es Anandan, un joven de buenos modales. Solía trabajar en un molino de arroz en Nagapattinam, pero cuando un ciclón destruyó el molino, su empleador lo transfirió a otro trabajo en Chennai. Anandan está feliz de encontrar otro trabajo, pero se desespera porque está lejos de su esposa e hijos en Nagapattinam. No puede permitirse viajes semanales para ver a su familia. Lakshmiammal reconoce una oportunidad y propone un acuerdo de abordaje. Anandan está feliz de aceptar; La comida casera de Lakshmiammal es más sana y económica que salir a comer todos los días.
Las familias se enfrentan a varias crisis. El padre de Kannan descubre que Lakshmiammal ha estado visitando un hospital para tratar una enfermedad de tuberculosis emergente causada por una larga exposición a las llamas de la cocina. El padre de Kannan le informa discretamente a Mythili que Lakshmiammal no debe seguir trabajando. Mythili abandona la escuela y comienza a trabajar en una mansión palaciega en la ciudad. (Su trabajo no se revela, pero se sugiere encarecidamente que puede estar trabajando como acompañante de un hombre rico). Sin embargo, el trabajo paga bastante bien y Mythili envía anónimamente una parte del dinero a su madre. Srinivasa Raghavan permanece ajeno o apático a toda la situación.
Kannan y Paramasivam también se enfrentan a problemas. Uma recibe un ascenso en el trabajo. Kannan no puede aceptar que su esposa gane más dinero. Priya sigue alejándose de sus padres y se niega a volver a casa para Diwali. Cuando Parvathi queda embarazada de repente, se ve obligada a abortar debido a su difícil situación financiera. Paramasivam está desconcertado por el hecho de que no tenía dinero en efectivo para el taxi para llevar a su esposa al hospital. Uma, Parvathi y Lakshmiammal reflexionan individualmente sobre las cuestiones centrales de la película: el papel del dinero y el papel de las mujeres trabajadoras en el nuevo orden social
Sus problemas aumentan. Kannan sueña que Uma es seducida por su jefe alemán y que eventualmente lo dejará. Paramasivam se ve obligado a pedir dinero prestado, a un interés exorbitante, a un usurero. Parvathi está profundamente apenada al enterarse de esto. Lakshmiammal sigue a Mythili y asume lo peor cuando ve que se envía un automóvil a buscar a Mythili todos los días. Rompe a llorar ante Srinivasa Raghavan. Cuando Srinivasa Raghavan cuestiona enojado a Mythili, ella responde que él, que nunca ha mantenido a la familia, no tiene derechos paternales para preguntar sobre su negocio.
Los hombres se pusieron a evaluar su situación. Kannan y Uma deciden que su hijo es una prioridad más alta que los ingresos adicionales y, en consecuencia, Uma renuncia a su trabajo. El padre de Kannan brinda apoyo adicional a través de sus ingresos de jubilación. Paramasivam finalmente accede a dejar que Parvathi consiga un trabajo de verdad. Y Srinivasa Raghavan, picado por las críticas de su hija, se pone en marcha para buscar trabajo. Sin desanimarse por el rechazo de varias oficinas, finalmente gana el salario de un día trabajando en los muelles. Vuelve a casa con dignidad. Ahora que ha restaurado su posición como padre, reclama el derecho a cuestionar a Mythili. Él le pregunta sin rodeos si se ha estado prostituyendo. Mythili lo lleva a la mansión palaciega. Ella revela que la dueña de la casa ha sido afectada por una enfermedad paralizante y que Mythili' El trabajo de ella es ayudarla con sus deberes diarios. Mythili rompe en sollozos y dice que no ha hecho nada para deshonrar a la familia.
La armonía se restaura para casi todos. Anandam, en una ironía tragicómica, de repente es transferido a Dindigul justo cuando ha encontrado un trabajo para su esposa en Chennai. Su esposa ocupa ahora su lugar en el apartamento y le escribe todas las semanas.
La película termina con la misiva de que se requiere dinero para vivir, pero la vida no debe ser consumida por completo por el dinero.

## Reparto
- Pratap como Kannan[4] voz en off de Delhi Ganesh
- Suhasini como Parvathi[4]
- Sumalatha como Uma[4]
- S. Ve. Shekher como Paramasivam[4]
- Kamala Kamesh como Lakshmiammal[4]
- Nithya como Mythili[4]
- Bhoopathi[4]
- Samikannu como casamentero[4]
- Goundamani como Chettiar[4]
- Visu como Srinivasa Raghavan[4]
- 'Kuriakose' Ranga[4] como Anandan
- Omakuchi Narasimhan como Mathrubootham
- Baskar como Kumar

## Producción
Kudumbam Oru Kadambam fue una obra escrita por Visu, quien también protagonizó. S. P. Muthuraman vio la obra y, impresionado, decidió adaptarla a la pantalla; Visu fue elegido para repetir su papel, haciendo su debut como actor de cine. El cuñado de Visu 'Kuriakose' Ranga también hizo su debut cinematográfico con esto; también escribió el diálogo "en tamil: பைத்தியகார ஆஸ்பத்திரில பைத்தியங்களுக்கு வைத்தியம் பாக்கற ஒரு பைத்தியக்கார வைத்தியருக்கே பைத்தியம் புடிச்சா, அந்த பைத்தியகார வைத்தியர் எந்த பைத்தியகார ஹஸ்பத்திரில பைத்தியங்களுக்கு வைத்தியம் பாக்கற ஒரு பைத்தியக்கார வைத்தியர் கிட்ட தான் பைத்தியத்துக்குப் பத்தியாத்துக்கு?, romanizado: Paithiyakaara aaspathirila paithiyangalukku vaithiyam pakkara oru paithiyakaara vaithiyarukke paithiyam pudicha, andha paithiyakara vaithiyar endha paithiyakara haspathirila paithiyangalukku vaithiyam pakara oru paithiyakara vaithiyar kitta than paithiyathukku vaithiyanm pathupaar?, lit. 'If a mental doctor treating mental patients at a mental asylum becomes mental, to which mental asylum will the mental doctor go and get treated for his mental illness and which mental doctor who treats mental patients will treat him?').

## Banda sonora
La banda sonora fue compuesta por M. S. Viswanathan. Las letras fueron escritas por Kannadasan y Vaali.

| N.º   | Título                   | Letras     | Cantante(s)                                              | Duración |  |
| 1.    | «Kudumbam Oru Kadambam»  | Kannadasan | M. S. Viswanathan                                        |          |  |
| 2.    | «Kalviyil Sarasvati»     | Vaali      | Vani Jairam, S. P. Sailaja, Uma Ramanan, B. S. Sasirekha |          |  |
| 3.    | «Engaathu Mappillai Nee» | Vaali      | S. Janaki, S. P. Balasubrahmanyam                        |          |  |
| 18:33 |                          |            |                                                          |          |  |

nzamientoa
Kudumbam Oru Kadambam se estrenó el 5 de diciembre de 1981. La película fue un éxito comercial, presentándose durante más de 100 días en los cines.